# Gustav Janke
Gustav Janke, (Berlín, 14 d'abril de 1983 - Ídem, 14 de juliol de 1959) fou un ciclista alemany, que es va especialitzar en el ciclisme en pista. Va guanyar una medalla de plata als Campionats del Món.

## Palmarès
- 1913
  -  Campió d'Alemanya en mig fons
- 1915
  -  Campió d'Alemanya en mig fons